# Villers-lez-Heest
Pour les articles homonymes, voir Villers.
Villers-lez-Heest (en wallon Viyé-dlé-Hesse) est un village de Hesbaye namuroise. Sis à une dizaine de kilomètres au nord de Namur, le village fait administrativement partie de la commune de La Bruyère, en Région wallonne de Belgique (province de Namur). C'était une commune à part entière avant la fusion des communes de 1977.
Situé sur l'ancienne chaussée de Namur à Perwez, le village garde son aspect rural malgré la proximité de la ville de Namur et d'importantes voies de circulation rapide (E 411 et E 42). Le village est traversé par un ruisseau dont les eaux se jettent dans le Houyoux, affluent de la Meuse. 

## Évolution démographique
- Source: DGS, 1831 à 1970=recensements population, 1976= habitants au 31 décembre

## Liste des bourgmestres de 1887 à 1977
- Léon de Pitteurs de Budingen, de 1887 à 1913, (Parti Catholique).

## Patrimoine et culture

### Patrimoine architectural
- Le château de Villers-lez-Heest, datant du XVIIIe siècle, avec jardin à la française, est classé depuis 1974.
- L'église Saint-Georges. Edifice construit en 1891 en style néo-gothique par l'architecte Jamar. Inspiré de l'architecture anglaise avec la tour crénelée[1].
- Ferme de l'Hôpital. A la fin du XIVe siècle, le bien fut légué par Colar Michar au Grand Hôpital de Namur. Au XVIIe siècle, il est devenu la propriété de la famille Jallet, puis du seigneur de Lassus et racheté par les Cuveliers en 1774[2].
- Le château d'Ostin[3].
- Quelques anciennes fermes hesbignonnes.
- Le Rassemblement des Villers. Rassemblement des localités dont le patronyme inclus le nom de « Villers ». Elles sont 235 entités françaises et 29 localités belges.